# Observatori de San Vittore
L'Observatori de Sant Vittore és un observatori astronòmic situat prop de Bolonya, Itàlia, operatiu entre els anys 1969 i 2006.
Situat a 280 metres sobre el nivell del mar i té un telescopi newtonià de 0,45 metres.
Entre els anys 1980 i 2000 va realitzar 98 nous descobriments d'asteroides segons consta al Centre de Planetes Menors.